# Cryphia acceptricula
Cryphia acceptricula là một loài bướm đêm trong họ Noctuidae.